# Elea
För andra betydelser, se Velia (olika betydelser).
Elea (grekiska: Ελαία), eller Velia på italienska och latin, var under antiken en stad i dagens Kampanien, Italien. Staden grundades av greker från Fokaia omkring 540 f.Kr. och har till nutiden efterlämnat några ruiner. Den närbelägna byn Velia har uppstått i modern tid och fått sitt namn efter staden.

## Historia
Elea grundades av greker från staden Fokaia på västra kusten av dagens Turkiet, som flydde persernas invasion av Jonien. Samman med andra grekiska kolonier i Italien var Elea en del av Magna Graecia. 273 f.Kr. intogs det slutligen av romarna, och invånarna blev medborgare i Romerska riket 90 f.Kr. Delar av dess stadsmur finns ännu bevarad, samt spår av en väg, några byggnader och torn. De kvarvarande artefakterna kan indelas i tre perioder. Under senare delen av antiken användes tegel med en för platsen egenartad form, och med grekiska tegelstämplar.
Under medeltiden fanns ett slott på platsen, men numera ingår det i Cilentos nationalpark.
Staden har givit namn till eleaterna, en försokratisk filosofiskola, grundad av Parmenides från Elea och Zenon från Elea.

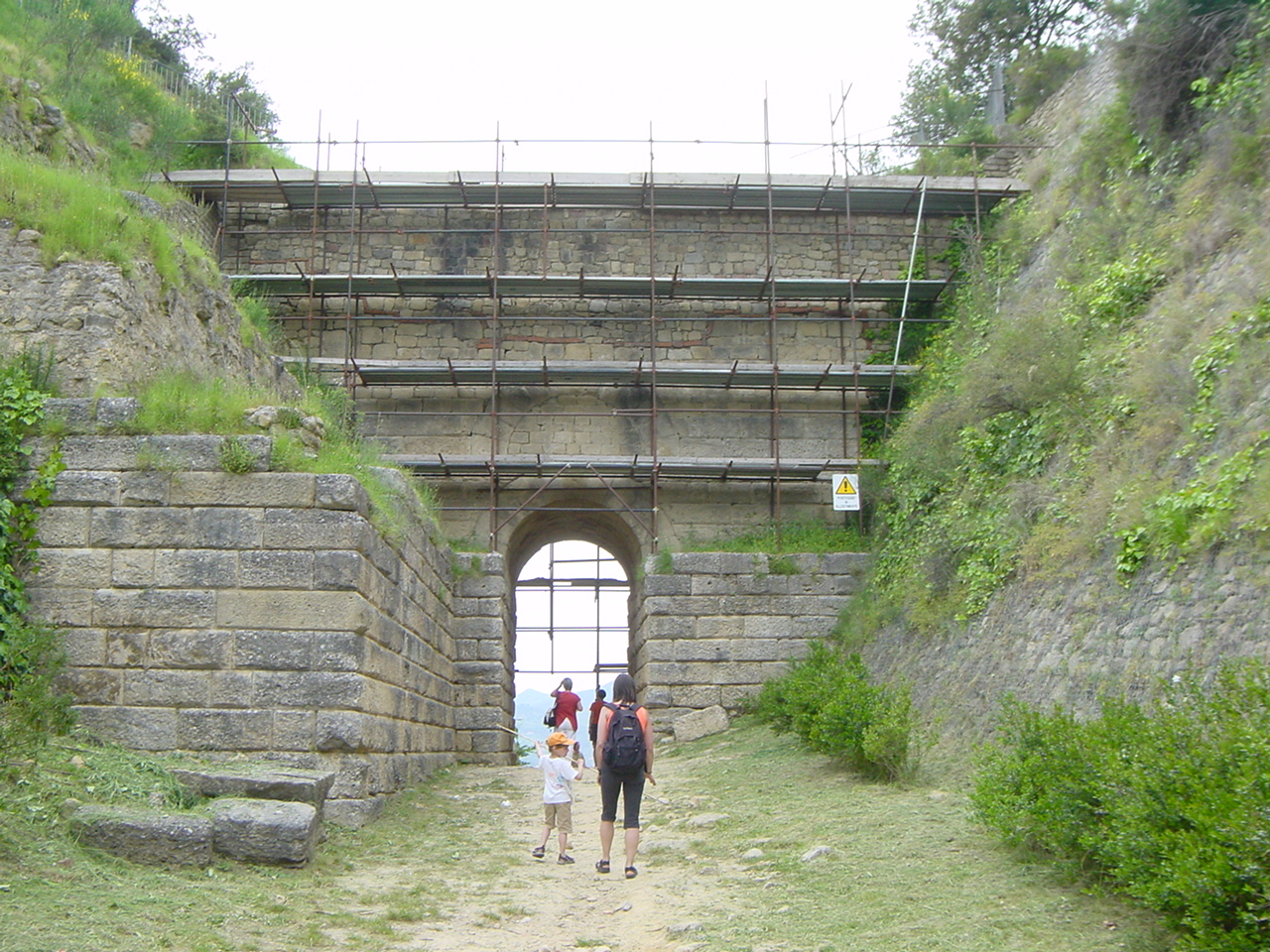
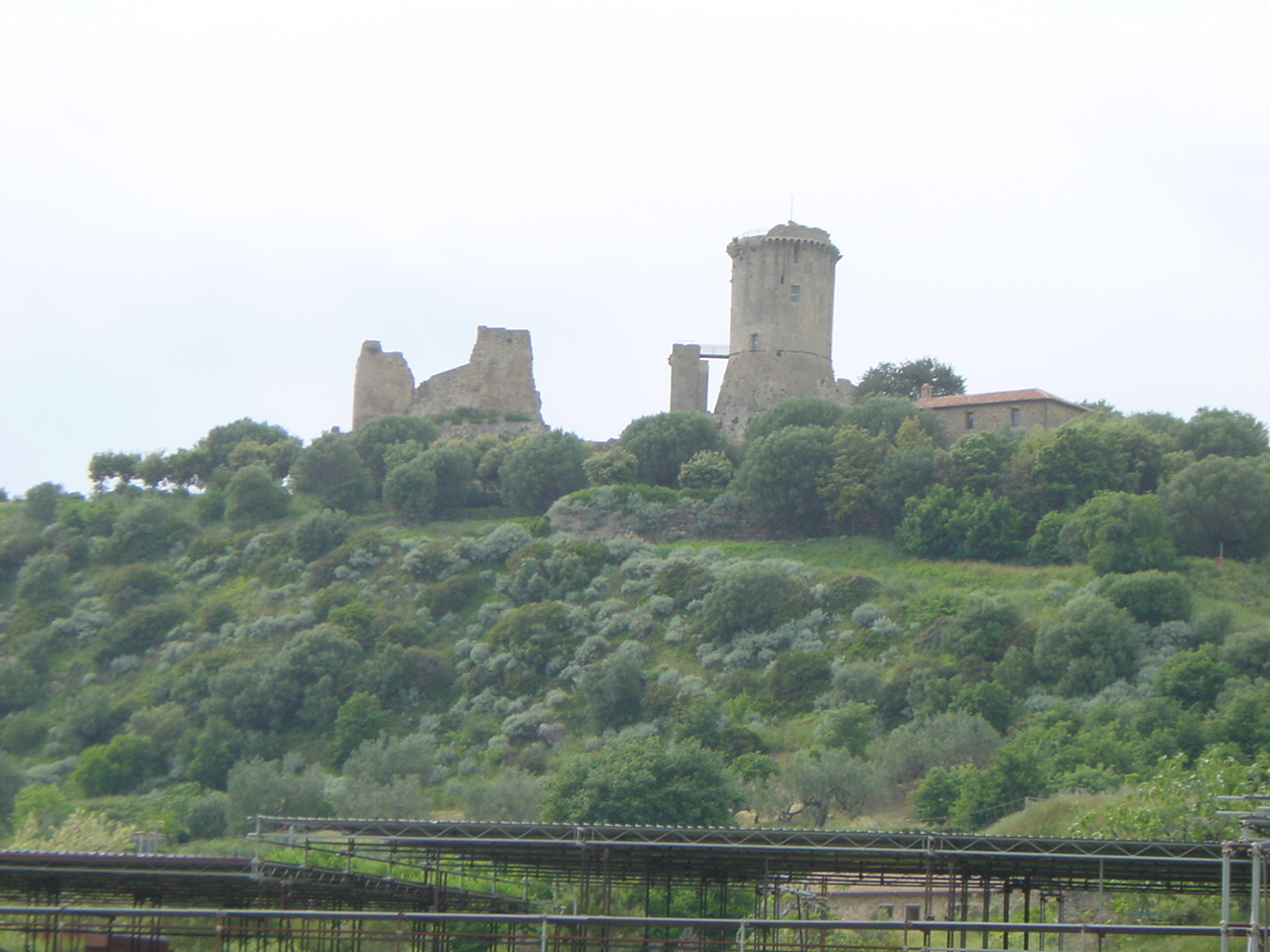
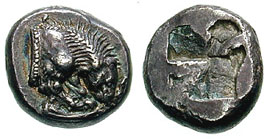